# Волкова, Елена Вениаминовна
Елена Вениаминовна Волкова (родилась 9 апреля 1983 года в Вологде) — российская баскетболистка, атакующий защитник команды «Вологда-Чеваката» (Вологда).

## Карьера

### Клубная
Воспитанница баскетбольной школы команды «Вологда-Чеваката», в которой выступала с 1998 по 2009 годы. В 2009 году после чемпионата Европы перешла в екатеринбургский УГМК, в составе которого выиграла чемпионат и кубок России, а также бронзовую награду Евролиги. В 2010 году вернулась в клуб «Вологда-Чеваката» и провела за него следующие три сезона. В 2013 году переходит в «Динамо» (Курск).

### В сборной
Была включена в состав сборной России на ЕвроБаскет 2009, где стала серебряным призёром. Вела подготовку к Олимпиаде-2012, но в окончательную заявку сборной не попала.

## Достижения
- Серебряный призёр чемпионата Европы: 2009
- Серебряный призёр Кубка Европы: 2014
- Серебряный призёр чемпионата России: 2015
- Бронзовый призёр чемпионата России: 2014